# Hamza Koudri
Hamza Koudri (Mila, 15 december 1987) is een Algerijns voetballer die momenteel onder contract staat bij MC Alger. Koudri won met zijn huidige club MC Alger de landstitel in 2010.